# 杰弗里·卡特
杰弗里·卡特（英語：Geoffrey Cutter，1934年10月1日—），英国男子曲棍球运动员。他曾代表英国国家队参加1956年和1964年夏季奥林匹克运动会曲棍球比赛，分别获得第四名和第九名。